# Бульйонний кубик
Бульйонні кубики — це спресований концентрований і зневоднений м'ясний або овочевий бульйон. Він формується в кубики зі стороною приблизно 15 мм. Виготовляється шляхом зневоднення овочів або м'ясного бульйону, порцію твердого жиру і приправи (зазвичай сіль та глутамат натрію). Дуже популярний засіб приготування їжі.

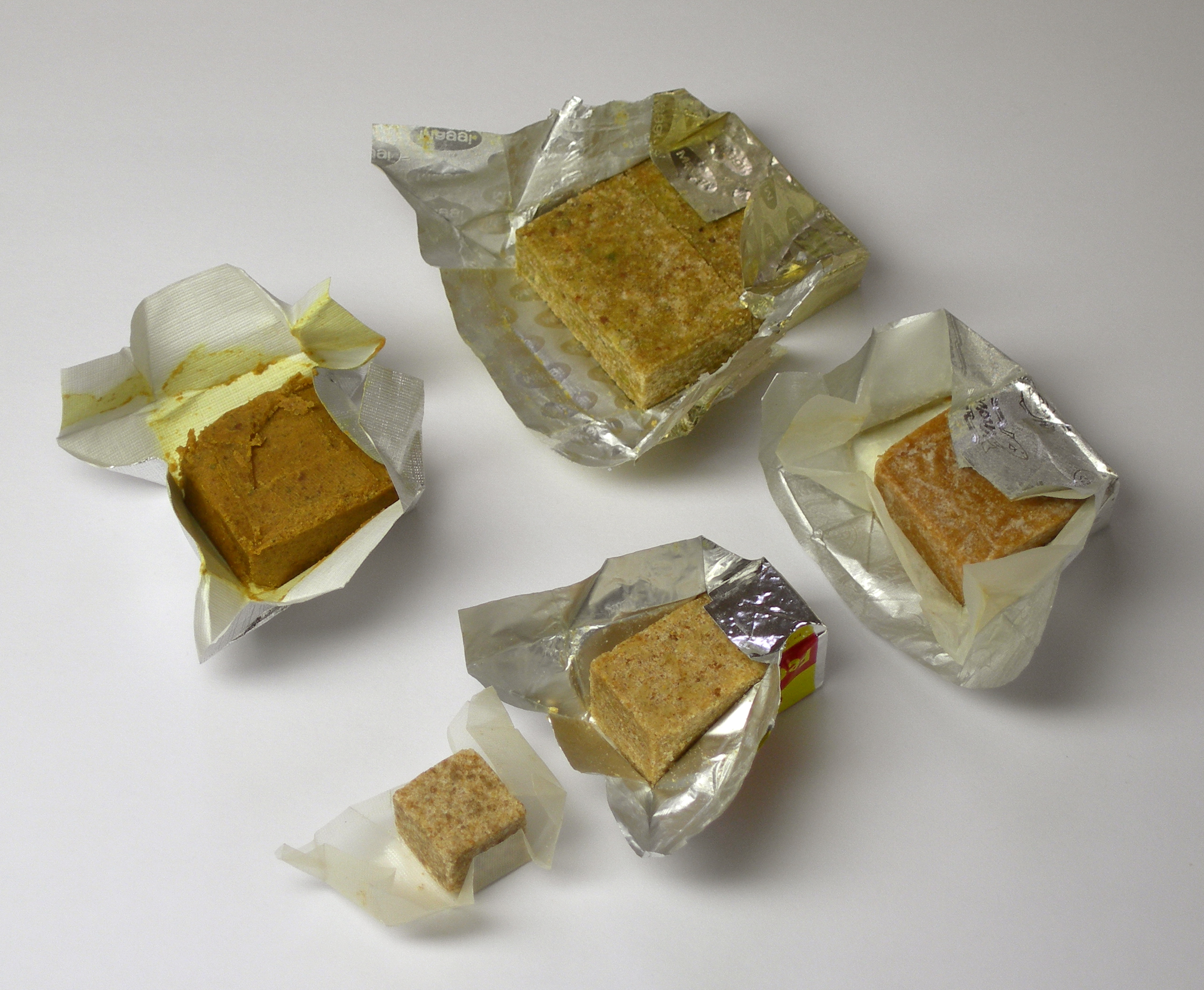
Види бульйонних кубиків

Бульйон, зроблений з кубиків, гірший за якістю, ніж свіжий, через високий вміст солі і через те, що смак порушується через кип'ятіння, проте він дешевий і зручний і широко використовується на кухні для приготування страв.

## Історія
Історія «сухого бульйону» сягає початку XVII сторіччя. В 1602 році англієць Г'ю Плат запропонував висушувати желе з густого бульйону, застиглого на холоді — аж поки воно не перетвориться на суху пластину. Таку пластину розрізали на шматки, пересипали борошном, щоб вони не зліплювалися один з одним, і зберігали в дерев'яних ящиках. А коли було потрібно швидко приготувати бульйон — просто розчиняли шматок чи два в окропі. Сам Плат називав свій винахід «сухим желе».
Про «бульйон у пігулках» на межі XVII і XVIII століть повідомляють не лише англійські, а й французькі джерела. Паризький кухар Жак Лефессе виготовляв твердий продукт наступним чином: двічі виварював бульйон, доки не википало 99 % відсотків води, змішував з великою кількістю прянощів і тиждень «вистоював» отриману масу в сухому та темному місці. А потім з неї виліплював невеличкі брикети, які використовував за потреби. Лефессе навіть пробував запатентувати свій рецепт — але йому відмовили.
Англійський фармацевт Вільям Куворсі вдосконалив спосіб виробництва і разом з якоюсь «вдовицею Дюбуа», господинею лондонської таверни «У золотої голови» виграв у 1756 році «тендер» на виготовлення «кишенькового супу» для британського флоту. Саме таким супом харчувалися команди суден Джеймса Кука під час його навколосвітніх подорожей.
Свою технологію виготовлення «сухого бульйону» — у вигляді порошку — запропонував в 1831 році французький кондитер Ніколя Аппер. За його рецептом почали виготовляти не лише фасований, а й плитковий «сухий бульйон». Його охоче купували для французького флоту і аптек, де винахід Аппера пропонували як засіб для відновлення сил після хвороби.
Наприкінці 30-х років XIX сторіччя бульйоном зацікавився німецький хімік Юстус Лібіх. В 1847 році ним був створений рідкий концентрат, а в 1856 — «м'ясна паста». Одна її чайна ложка, розчинена в окропі, перетворювалася на два літри справжнього бульйону.
Винаходом зацікавився інженер Георг Гілберт, який в цей час жив і працював в Бразилії. В 1862 році в містечку Фрай-Бентос розпочала роботу фабрика з виробництва бульйонного концентрату. В заснованій Гілбертом компанії Лібіх одразу отримав суто номінальну посаду директора з контролю за якістю — з зарплатою більшу за доходи, які він як професор отримав за всі роки наукової праці. Власники компанії майже одразу стали мільйонерами.
Відчувши кон'юнктуру, «концентрат Лібіха» у Південній Америці почали виробляти й інші підприємці. Винахідник звернувся до суду і програв. Судді оголосили, що його прізвище вже належить не йому, а всьому людству. Довелося реєструвати торгову марку «справжній екстракт Лібіха».
Щоправда, дозволити собі купувати продукт із справжнього м'яса могли не всі. На відміну від середнього класу, для робітників він був все ще недоступним за ціною — в рідній для винахідника Німеччині сто грамів м'ясної пасти коштували цілу марку. Швейцарець Фрідолін Шулер запропонував створити інший продукт — такий, що міг би змінити життя найбідніших. Його основою мали стати боби, відносно дешеві і водночас поживні.
В 1882 році Шулер зустрівся з молодим підприємцем, сином італійського мігранта — мірошника Юліусом Маггі, який, як виявилося, теж прагнув створити поживну, зручну в приготуванні і водночас доступну їжу. Маггі хотів, щоб його продукт можна було зробити швидко — адже індустріалізація не залишала робітникам багато часу для куховарства. І щоб за смаком він не відрізнявся від недоступного для бідних м'яса.
Маггі витратив на експерименти майже два роки і в 1883 році таки виділив речовину, яка надавала стравам «м'ясний» смак — глутамінову кислоту. Наступного року він розпочав виробництво борошна з перетертого гороху і бобів, яке при цьому мало присмак м'яса. А потім — і перших в світі супів швидкого приготування, рідкої приправи для м'ясних страв і концентрованого рідкого бульйону на основі все тих же бобів. Покупці з невеликими доходами тепер могли купувати не лише овочеві супи, а й сухі бульйони з ароматом каррі, трюфеля і навіть смаком черепашачого супу.
У 1907 році з'явився на світ «бульйонний кубик Маггі». За ціною він був принаймні вдесятеро дешевшим за «концентрат Лібіха». Компанія, заснована колись Гілбертом і Лібіхом, через три роки і сама почала випускати бульйонні кубики під маркою «Оксо». В 1912 свою продукцію представила німецька «Кнорр».
Під час Першої світової війни бульйонні кубики увійшли до раціону воюючих армій — лише для британських вояків їх виготовили більше 100 мільйонів. Не менш популярним концентрат став й в тилу, де також чимало товарів було в дефіциті.

## Основні сорти
- Яловичий
- Курячий
- Рибний
- Грибний (японська кухня)
- Качиний (французька і швейцарська)
- Баранячий (валлійська, ірландська)

## Виробники
- Maggi
- Knorr
- Gallina Blanca